# ビホル県
| 県章 ビホル県の位置 |                     |
| 地域                | 北西地域            |
| 歴史的な地域        | クリシャナ（en）    |
| 県都                | オラデア            |
| 面積                | 7,544km²            |
| 人口                | 551,297人（2021年） |
| 人口密度            | 73人/km²            |
| ISO 3166-2          | RO-BH               |

ビホル県 （ビホルけん、Judeţul Bihor、bi.'hor、ハンガリー語: Bihar）は、ルーマニア西部の県。県都はオラデア。東部はサラージュ県、クルージュ県、アルバ県、西部はハンガリー、北はサトゥ・マーレ県、南はアラド県と接する。アラド県同様、伝統的にはクリシャナ地方に属した。

## 人口統計
人口は551,297人（2021年国勢調査）。人口の51.1%が都市部に住む。都市人口の割合は全国平均より低い。
主要民族構成は下記の通り。
- ルーマニア人 - 347,148人
- ハンガリー人 - 112.387人
- ロマ人 - 36,837人
- スロバキア人 - 4,860人

### 信仰
県人口の99.6％がキリスト教徒である:
- 正教会 - 59.7％
- カトリック教会 - 11.5％ (ローマ・カトリック - 9.2％; 東方典礼カトリック教会 - 2.3％)
- 改革派教会 - 15.3％;
- ペンテコステ派 - 5.7％;
- バプティスト教会 - 3.7％;
- セブンスデー・アドベンチスト教会 - 2.9％;
- ルーテル教会 - 0.6％;
- en:Christian Church
- チャーチ・オブ・クライスト - 0.2％
- 無神論 - 0.3％
- ユダヤ教 - 0.03％
- イスラム教 - 0.03％

| 年   | 県人口の推移 |
| ---- | ------------ |
| 1948 | 536,323      |
| 1956 | 574,488      |
| 1966 | 586,460      |
| 1977 | 633,094      |
| 1992 | 638,863      |
| 2002 | 600,246      |
| 2011 | 575,398      |
| 2021 | 551,297      |

## 地理
県の総面積は7,544平方キロメートルである。県東部は標高1,800メートル以上のアプセニ山脈である。西へ向かって標高が低くなり、丘陵地帯を抜けると西部ルーマニア平原（パンノニア平原の東側）となる。
県は主にクリシュル・レペデ川、クリシュル・ネグル川、バルカウ川ら主要河川に挟まれた水路学上の盆地である。

## 経済
ビホル県は国内でも有数の豊かな県であり、県のGDPは国内平均より高い。近頃は経済が多くの建設計画によって上昇している。ビホル県は国内でもヨーロッパでも失業率が低い県で、ルーマニア平均失業率5.1％と比較して、失業率はわずか2.4％である。2003年には人口の25.1％が国の貧困ライン以下であったが、2005年には改善され20％となっている。
県内の主要産業には以下のものがある:
- 織物産業
- 食品及び飲料製造業
- 機械部品製造業
- 冶金

県西部では石炭とボーキサイトが産出される。

## 観光
主な観光地は以下のとおりである。
- オラデア
- アプセニ山脈（ルーマニア語版、英語版）
  - パディシュ周辺の洞窟とシギシュテル渓谷
  - ペシュテラ・ウルシロルの洞窟（Bear's Cave）

## 行政区画
県は4つの都市と6つの町、90の基礎自治体からなる。

### 都市
- オラデア
- ベユシュ
- マルギタ
- サロンタ

## 参照と外部リンク
1. 1 2  “Tabel-2.02.1-si-Tabel-2.02.2.xlsx”. ルーマニア国家統計局. 2024年8月28日閲覧。
2. ↑  Romania and Bihor County Census, 2002, （ハンガリー語）
3. ↑  National Institute of Statistics, "Populaţia la recensămintele din anii 1948, 1956, 1966, 1977, 1992 şi 2002"

- FC Bihor Oradea - Bihor county's representative football club （ルーマニア語）
- County Board
County Prefecture